# Пазл кохання
«Пазл кохання» — комедійна мелодрамма 2010 року.

## Зміст
Сан, студентка за обміном з Чикаго, і Лукас з Майорки знайомляться в університетському гуртожитку. Їхньому раптовому пристрасному коханню судилося тривати лише тринадцять місяців — рівно стільки їм залишилося до кінця навчання в Барселоні.